# Gala (revista)
Gala es una revista francesa del corazón, editada por la empresa Groupe Figaro, que se publica semanalmente desde 1993.
El público de la revista es principalmente femenino, llegando a representar un 86% el porcentaje de mujeres que compran la revista, según la Deutsche Media-Analyse, empresa de análisis de medios alemanes. En el tercer trimestre de 2006, la revista tuvo una tirada de 412.303 ejemplares.
Actualmente, la revista se publica además de Francia, en cinco países europeos: Polonia, Alemania, Rusia, Croacia y Países Bajos.
La revista se publicó en España desde finales de septiembre de 2004, editada al 50% por G+J y Taller de Editores, del Grupo Vocento, hasta septiembre de 2006, fecha en que cesó su publicación, debido a que la revista no respondió a las expectativas creadas en este país.
Desde diciembre de 2001, su editor en jefe es Peter Lewandowski y su lema es "buenas noticias e imágenes agradables".